# 张忠斌
张忠斌（1967年1月—2020年10月19日），男，湖北松滋人，中华人民共和国政治人物，一级高级法官。2018年起任湖北省高级人民法院副院长、审判委员会委员。

## 生平
1967年，张忠斌生于湖北省荆州专区松滋县斯家场镇姜家岭村。该村在改革开放后出了许多高学历人才，被誉为荆州市“博士第一村”。
1983年，张忠斌进入湖北大学英语专业学习，1987年考上中南政法学院刑法专业研究生，1990年毕业后，长期在法院系统从事刑事审判工作。他最初在沙市市中级人民法院业大（业余法律大学）分部担任副主任、助理审判员。1992年，他曾就市属企业单位职工内部盗窃问题以及门卫值班漏洞问题致信《人民日报》。1994年行政区划变动后，他在荆沙市（1996年更名为荆州市）中级人民法院工作，历任刑事审判第一庭、第二庭庭长、副院长（分管刑事审判）等职。
2002年至2005年，他在职攻读武汉大学刑法专业博士研究生，师从刑法学者李希慧，论文题为《未成年人犯罪的刑事责任研究》，毕业后在美国芝加哥中青年干部培训班学习三个月。2005年，他在湖北省公开选拔副厅级干部笔试考了147.5分，高于最低录取分数线10分。2006年10月至11月，他曾短暂出任荆州市洪湖市委常委、组织部长，之后又回到荆州市中级人民法院担任副院长。2006年12月20日，他负责审判被指控犯有受贿罪的河南省人大常委会原副主任王有杰。
2007年5月明确为正处级干部。2007年，他被调到湖北省高级人民法院工作，历任刑事审判第一庭副庭长、庭长。2011年，荣获最高人民法院“全国审判业务专家”称号，这是人民法院审判业务领域的最高荣誉。2011年1月，他又调任十堰市中级人民法院党组书记、院长。2011年9月，受聘为十堰市湖北汽车工业学院人文社科系兼职教授。2014年6月，任宜昌市中级人民法院党组书记、代理院长。2015年1月当选为院长。2015年9月，受聘为宜昌市三峡大学兼职教授。
2018年，调任湖北省高级人民法院副院长、审判委员会委员。期间，他致力于对黑社会及恶势力犯罪的依法查处工作。
2020年10月19日中午，张忠斌在办公室自缢身亡。财新媒体引述消息人士话称，19日上午曾有湖北省相关领导找张忠斌谈话。中午有熟人喊着一起吃饭时，他却一反常态支支吾吾，未接受邀请。下午16时许，工作人员送文件到张忠斌办公室时敲门而无人回应，用备用钥匙打开门后发现张忠斌已在办公室自杀身亡。据20日湖北省高级人民法院通报，他身患疾病，长期服药。
张忠斌自缢事件恰逢湖北省委展开常规巡视与中央巡视湖北之际，引发关注。环球人物杂志引述法律界人士话称，张忠斌平时“彪悍霸道”。而中国新闻周刊在采访张忠斌的朋友时则表示“（他）农村苦孩子出身，即使后来当了副院长也不会摆架子，性格比较谦逊”。

## 家庭
他的弟弟张忠军（1971年9月出生）也是一名公务员，曾任武汉市纪委副书记、江岸区区长等职，2020年4月出任武汉市人民政府秘书长。

## 出版物
- 钟俊; 张忠斌. . 北京: 九州出版社. 2017. ISBN 978-7-5108-6347-9.
- 张忠斌. . 北京: 人民法院出版社. 2013. ISBN 978-7-5109-0748-7.
- 张忠斌. . 北京: 知识产权出版社. 2008. ISBN 978-7-80247-277-8.
- 张忠斌等. . 武汉: 武汉大学出版社. 2005. ISBN 7-307-04454-4.